# Senat (Kongo)
Senat – izba wyższa parlamentu Republiki Konga. Powstał w 1992 i obecnie jego status regulowany jest nową konstytucją Republiki Konga z 2002 roku.

## Skład
Izba ma 72 członków (sześciu z każdego z 12 regionów), wybieranych na sześcioletnią kadencję przez rady regionalne.
Przed wyborami w 2008 roku, senat liczył 66 deputowanych; skład został rozszerzony do 72 członków, po utworzeniu nowego regionu - Pointe-Noire.

## System elekcyjny
Bierne prawo wyborcze otrzymują osoby, które:
- mają co najmniej 50 lat,
- są obywatelami kongijskimi,
- nie są skazane za przestępstwa lub wykroczenia.

Senat reprezentuje władze lokalne; a senatorowie wybierani są na 6 lat w drodze głosowania pośredniego przez radnych lokalnych, wybieranych jest sześciu senatorów z każdego z dwunastu departamentów Konga.

## Obecna kadencja
Ostatnie wybory odbyły się 31 sierpnia 2017 roku. Wybrano 71 z 72 senatorów, w tym 57 mężczyzn i 14 kobiet. Udział kobiet w senacie wynosi 19,72%. 
Większość zdobyła Kongijska Partia Pracy uzyskując 46 mandatów.

### Podział mandatów
| Partia/grupa w senacie | Ilość mandatów |
| --- | -------------- |
| Kongijska Partia Pracy (Parti Congolais du Travail PCT)                                                                               | 46             |
| Senatorowie niezależni | 12             |
| Zgromadzenie na rzecz Demokracji i Postępu Społecznego (Rassemblement pour la démocratie et le progrès social)                        | 2              |
| Ruch Działań Odnowy (Mouvement Action Renouveau)                                                                                      | 2              |
| Panafrykański Związek na rzecz Demokracji Społecznej (Union Panafricaine pour la Démocratie Sociale UPADS)                            | 2              |
| Parti républicain libéral (PRL) | 1              |
| Patriotic Front (FP) | 1              |
| Party for Unity, Freedom and Progress (Pulp)                                                                                          | 1              |
| Club 2002 - Party for the Unity of the Republic (PUR)                                                                                 | 1              |
| Zgromadzenie obywateli (Rassemblement des Citoyens RC)                                                                                | 1              |
| Republican Dynamics for Development (DRD)                                                                                             | 1              |
| Kongijski Ruch na rzecz Demokracji i Rozwoju Integralnego (Mouvement congolais pour la démocratie et le développement intégral MCDDI) | 1              |
| Razem | 71             |
| Miejsca nieobsadzone | 1              |

### Prezydium
- Prezydent: Pierre Ngolo[2]
- Sekretarz Generalny: Bienvenu Ewoko[2]